# Draft NFL 1985
Il Draft NFL 1985 si è tenuto dal 30 aprile al 1º maggio 1985. La lega tenne anche un draft supplementare prima dell'inizio della stagione regolare.

## Primo giro
|  | = Pro Bowler |

|  | = Hall of Famer |

| Pick # | NFL Team                                    | Player            | Position           | College                  |
| ------ | ------------------------------------------- | ----------------- | ------------------ | ------------------------ |
| 1      | Buffalo Bills                               | Bruce Smith       | Defensive end      | Virginia Tech            |
| 2      | Atlanta Falcons(da Houston via Minnesota)   | Bill Fralic       | Guardia            | Pittsburgh               |
| 3      | Houston Oilers(da Minnesota)                | Ray Childress     | Defensive tackle   | Texas A&M                |
| 4      | Minnesota Vikings(da Atlanta)               | Chris Doleman     | Defensive End      | Pittsburgh               |
| 5      | Indianapolis Colts                          | Duane Bickett     | Outside linebacker | USC Trojans              |
| 6      | Detroit Lions                               | Lomas Brown       | Offensive tackle   | Florida                  |
| 7      | Green Bay Packers(da Cleveland via Buffalo) | Ken Ruettgers     | Offensive Tackle   | USC                      |
| 8      | Tampa Bay Buccaneers                        | Ron Holmes        | Defensive End      | Washington               |
| 9      | Philadelphia Eagles                         | Kevin Allen       | Offensive tackle   | Indiana                  |
| 10     | New York Jets                               | Al Toon           | Wide receiver      | Wisconsin                |
| 11     | Houston Oilers(da New Orleans)              | Richard Johnson   | Cornerback         | Wisconsin                |
| 12     | San Diego Chargers                          | Jim Lachey        | Offensive Tackle   | Ohio State               |
| 13     | Cincinnati Bengals                          | Eddie Brown       | Wide Receiver      | Miami                    |
| 14     | Buffalo Bills(da Green Bay)                 | Derrick Burroughs | Cornerback         | Memphis                  |
| 15     | Kansas City Chiefs                          | Ethan Horton      | Tight end          | North Carolina           |
| 16     | San Francisco 49ers(da New England)         | Jerry Rice        | Wide Receiver      | Mississippi Valley State |
| 17     | Dallas Cowboys                              | Kevin Brooks      | Defensive End      | Michigan                 |
| 18     | St. Louis Cardinals                         | Freddie Joe Nunn  | Outside Linebacker | Mississippi              |
| 19     | New York Giants                             | George Adams      | Running back       | Kentucky                 |
| 20     | Pittsburgh Steelers                         | Darryl Sims       | Defensive End      | Wisconsin                |
| 21     | Los Angeles Rams                            | Jerry Gray        | Cornerback         | Texas                    |
| 22     | Chicago Bears                               | William Perry     | Defensive tackle   | Clemson                  |
| 23     | Los Angeles Raiders                         | Jessie Hester     | Wide Receiver      | Florida State            |
| 24     | New Orleans Saints(da Washington)           | Alvin Toles       | Linebacker         | Tennessee                |
| 25     | Cincinnati Bengals(da Seattle)              | Emanuel King      | Outside Linebacker | Alabama                  |
| 26     | Denver Broncos                              | Steve Sewell      | Running Back       | Oklahoma                 |
| 27     | Miami Dolphins                              | Lorenzo Hampton   | Running Back       | Florida                  |
| 28     | New England Patriots(da San Francisco)      | Trevor Matich     | Centro             | BYU                      |